# Menachem Savidor
Menajem Salvador (en hebreo: מנחם סבידור‎), (20 de agosto de 1917 - 2 de noviembre de 1988) fue un político israelí que se desempeñó como miembro de la Knesset para el Likud desde 1977 hasta 1984. Entre 1981 y 1984 fue el octavo presidente de la Knesset.

## Biografía
Nacido como Menachem Khodorovsky en Bakhmut, Imperio Ruso, (actualmente Moldavia) Savidor asistió a la escuela secundaria en Polonia y a la Universidad de Vilnius.
En 1941, hizo aliyá al Eretz Israel y se alistó en el ejército británico. Fue desmovilizado en 1946 y se alistó en las Fuerzas de Defensa de Israel en 1948. Fundó la Escuela Militar para la Organización y Dirección, y fue su primer comandante. También dirigió la Rama de Policía y Disciplina. En 1953 fue desmovilizado con el grado de teniente coronel.
En 1953, se unió al partido Sionistas Generales y también fue nombrado subdirector del Ministerio de Transporte. Al año siguiente fue director general de Israel Railways (Ferrocarrilres de Israel), cargo que ocupó hasta 1964 cuando fue nombrado director general de Vered, una filial de la empresa inmobiliaria Rassco. Después de dejar el cargo en 1967, se desempeñó como director general de una empresa exportadora de cítricos hasta 1977.
Fue elegido miembro del Consejo Municipal de Tel Aviv y encabezó la facción Gahal (una alianza del Partido Liberal (en la que se habían fusionado los Sionistas Generales y Herut) desde 1969 hasta 1974. Se convirtió en vicepresidente del comité central del Partido Liberal y dirigió su grupo de expertos políticos. En 1977 fue elegido miembro de la Knesset en la lista del Likud (una alianza del Partido Liberal, Herut y otros partidos de derecha). Fue reelegido en 1981, y fue nombrado Portavoz de la Knesset, en sustitución de Yitzhak Berman .
Habiendo perdido su escaño en las elecciones de 1984, Savidor fue nombrado presidente del Comité Público para la Rehabilitación de la Economía en 1985. En 1987 se convirtió en presidente del Fondo para la Seguridad de Israel, pero murió al año siguiente a la edad de 71 años.
La Estación Central de Tel Aviv Savidor lleva su nombre.